# 忍者蟹属
忍者蟹属（学名：Shinobium）为相手蟹科的一个属。

## 下属物种
本属包括以下物种：
- 梯形忍者蟹 Shinobium trapezoideum (H.Milne Edwards, 1837)